# Čvrljevo (gmina Unešić)
Čvrljevo – wieś w Chorwacji, w żupanii szybenicko-knińskiej, w gminie Unešić. W 2011 roku liczyła 81 mieszkańców.